# Eliteserien i bandy 2003/2004
Eliteserien i bandy 2003/2004 spelades 16 november 2003-18 februari 2004 och vanns av Mjøndalen IF, som efter slutspelet även vann det norska mästerskapet i bandy, genom att i finalmatchen den 7 mars 2004 besegra Stabæk IF med 5-3. Lag 1-4 i serien gick vidare till slutspelet, lag 5-6 säkrade nytt kontrakt, lag 7 fick kvala och lag 8 flyttades ner till 1. Divisjon.

## Seriespelet
| Nr | Lag           | S  | V  | O | F  | +/-       | P  |
| -- | ------------- | -- | -- | - | -- | --------- | -- |
| 1  | Mjøndalen IF  | 20 | 19 | 1 | 0  | 193 - 49  | 39 |
| 2  | Stabæk IF     | 20 | 16 | 1 | 3  | 185 - 51  | 33 |
| 3  | Ullevål IL    | 20 | 10 | 1 | 9  | 143 - 112 | 21 |
| 4  | Solberg SK    | 20 | 6  | 3 | 11 | 96 - 152  | 15 |
| 5  | Sarpsborg BK  | 20 | 3  | 3 | 14 | 61 - 166  | 9  |
| 6  | Drammen Bandy | 20 | 1  | 1 | 18 | 55 - 203  | 3  |

## Seriematcherna
| Omgång 1 - Söndag 16 november 2003 Stabæk - Sarpsborg 12- 3 Stabekk - Söndag 16 november 2003 Drammen Bandy - Ullevål 2- 11 Marienlyst - Söndag 16 november 2003 Solberg - Mjøndalen 1- 10 Vassenga Omgång 2 - Onsdag 19 november 2003 Sarpsborg - Solberg 2- 10 Sarpsborg - Onsdag 19 november 2003 Ullevål - Stabæk 1- 6 NIH - Onsdag 19 november 2003 Mjøndalen - Drammen Bandy 11- 3 Vassenga Omgång 3 - Onsdag 26 november 2003 Stabæk - Solberg 14- 0 Stabekk - Onsdag 26 november 2003 Drammen Bandy - Sarpsborg 7- 6 Marienlyst - Onsdag 26 november 2003 Mjøndalen - Ullevål 10- 6 Vassenga Omgång 4 - Fredag 5 december 2003 Solberg - Drammen Bandy 8- 6 Vassenga - Söndag 30 november 2003 Stabæk - Mjøndalen 5- 5 Stabekk - Söndag 30 november 2003 Sarpsborg - Ullevål 5- 9 Sarpsborg Omgång 5 - Onsdag 3 december 2003 Drammen Bandy - Stabæk 0- 12 Marienlyst - Onsdag 3 december 2003 Ullevål - Solberg 7- 6 NIH - Onsdag 3 december 2003 Mjøndalen - Sarpsborg 15- 1 Vassenga Omgång 6 - Söndag 7 december 2003 Ullevål - Sarpsborg 14- 2 NIH - Söndag 7 december 2003 Drammen Bandy - Solberg 2- 12 Marienlyst - Söndag 7 december 2003 Mjøndalen - Stabæk 4- 2 Vassenga Omgång 7 - Onsdag 17 december 2003 Stabæk - Ullevål 10- 5 Stabekk - Onsdag 17 december 2003 Solberg - Sarpsborg 5- 4 Vassenga - Onsdag 17 december 2003 Drammen Bandy - Mjøndalen 0- 17 Marienlyst Omgång 8 - Söndag 21 december 2003 Sarpsborg - Drammen Bandy 5- 3 Sarpsborg - Söndag 21 december 2003 Ullevål - Mjøndalen 4- 10 NIH - Söndag 21 december 2003 Solberg - Stabæk 1- 9 Solberg Omgång 9 - Fredag 26 december 2003 Mjøndalen - Solberg 11- 2 Vassenga - Fredag 26 december 2003 Ullevål - Drammen Bandy 13- 0 NIH - Fredag 26 december 2003 Sarpsborg - Stabæk 0- 16 Sarpsborg Omgång 10 - Söndag 28 december 2003 Solberg - Mjøndalen 3- 11 Solberg - Söndag 28 december 2003 Drammen Bandy - Ullevål 3- 5 Marienlyst - Söndag 28 december 2003 Stabæk - Sarpsborg 9- 2 Stabekk | Omgång 11 - Söndag 4 januari 2004 Stabæk - Drammen Bandy 12- 3 Stabekk - Söndag 4 januari 2004 Solberg - Ullevål 2- 13 Solberg - Fredag 16 januari 2004 Mjøndalen - Sarpsborg 12- 1 Vassenga Omgång 12 - Onsdag 7 januari 2004 Sarpsborg - Solberg 3- 3 Sarpsborg - Onsdag 7 januari 2004 Ullevål - Stabæk 4- 10 NIH - Onsdag 7 januari 2004 Mjøndalen - Drammen Bandy 13- 1 Vassenga Omgång 13 - Söndag 11 januari 2004 Stabæk - Solberg 11- 1 Stabekk - Måndag 26 januari 2004 Drammen Bandy - Sarpsborg 5- 9 Marienlyst - Tisdag 27 januari 2004 Mjøndalen - Ullevål 5- 4 Vassenga Omgång 14 - Onsdag 14 januari 2004 Stabæk - Mjøndalen 3- 5 Stabekk - Onsdag 14 januari 2004 Solberg - Drammen Bandy 7- 1 Solberg - Onsdag 14 januari 2004 Sarpsborg - Ullevål 4- 4 Sarpsborg Omgång 15 - Söndag 18 januari 2004 Ullevål - Solberg 11- 7 NIH - Söndag 18 januari 2004 Drammen Bandy - Stabæk 3- 17 Marienlyst - Söndag 18 januari 2004 Sarpsborg - Mjøndalen 1- 5 Sarpsborg Omgång 16 - Onsdag 21 januari 2004 Sarpsborg - Stabæk 1- 7 Sarpsborg - Onsdag 21 januari 2004 Mjøndalen - Solberg 12- 3 Vassenga - Onsdag 21 januari 2004 Ullevål - Drammen Bandy 8- 4 Valle Hovin Omgång 17 - Söndag 25 januari 2004 Stabæk - Ullevål 6- 2 Stabekk - Söndag 25 januari 2004 Drammen Bandy - Mjøndalen 3- 10 Marienlyst - Söndag 25 januari 2004 Solberg - Sarpsborg 4- 4 Solberg Omgång 18 - Onsdag 11 februari 2004 Solberg - Stabæk 4- 6 Solberg - Onsdag 11 februari 2004 Sarpsborg - Drammen Bandy 6- 3 Sarpsborg - Onsdag 11 februari 2004 Ullevål - Mjøndalen 3- 7 NIH Omgång 19 - Söndag 15 februari 2004 Ullevål - Sarpsborg 9- 1 NIH - Söndag 15 februari 2004 Drammen Bandy - Solberg 5- 5 Marienlyst - Söndag 15 februari 2004 Mjøndalen - Stabæk 6- 2 Vassenga Omgång 20 - Onsdag 18 februari 2004 Stabæk - Drammen Bandy 16- 1 Stabekk - Onsdag 18 februari 2004 Solberg - Ullevål 12- 10 Solberg - Onsdag 18 februari 2004 Sarpsborg - Mjøndalen 1- 14 Sarpsborg |

## Slutspel

### Semifinaler
- 22 februari 2004: Mjøndalen IF-Solberg SK 7-6 efter förlängning
- 22 februari 2004: Stabæk IF-Ullevål IL 10-2

- 25 februari 2004: Solberg SK-Mjøndalen IF 5-8
- 25 februari 2004: Ullevål IL-Stabæk IF 1-7

- 27 februari 2004: Mjøndalen IF-Solberg SK 7-3 (Mjøndalen IF vidare med 3-0 i matcher)
- 27 februari 2004: Stabæk IF-Ullevål IL 12-2 (Stabæk IF vidare med 3-0 i matcher)

### Final
- 7 mars 2004: Stabæk IF-Mjøndalen IF 2-4

Mjøndalen IF norska mästare i bandy för herrar säsongen 2003/2004.

## Kvalspel till Eliteserien
Lag 1-2 till Eliteserien 2004/2005. Lag 3-4 till 1. Divisjon 2004/2005.
| Nr | Lag           | S | V | O | F | +/-     | P |
| -- | ------------- | - | - | - | - | ------- | - |
| 1  | Sarpsborg BK  | 3 | 3 | 0 | 0 | 18 - 5  | 6 |
| 2  | Hosle IL      | 3 | 2 | 0 | 1 | 6 - 11  | 4 |
| 5  | IF Ready      | 3 | 1 | 0 | 2 | 12 - 14 | 2 |
| 6  | Drammen Bandy | 3 | 0 | 0 | 3 | 8 - 14  | 0 |